# Escragnolles
Escragnolles est une commune française située dans le département des Alpes-Maritimes en région Provence-Alpes-Côte d'Azur. Le Tresor dóu Felibrige de Frédéric Mistral donne les formes Escragnolo et Escregnoro comme toponymes. Ses habitants sont appelés les Escragnollois.

## Géographie

### Localisation

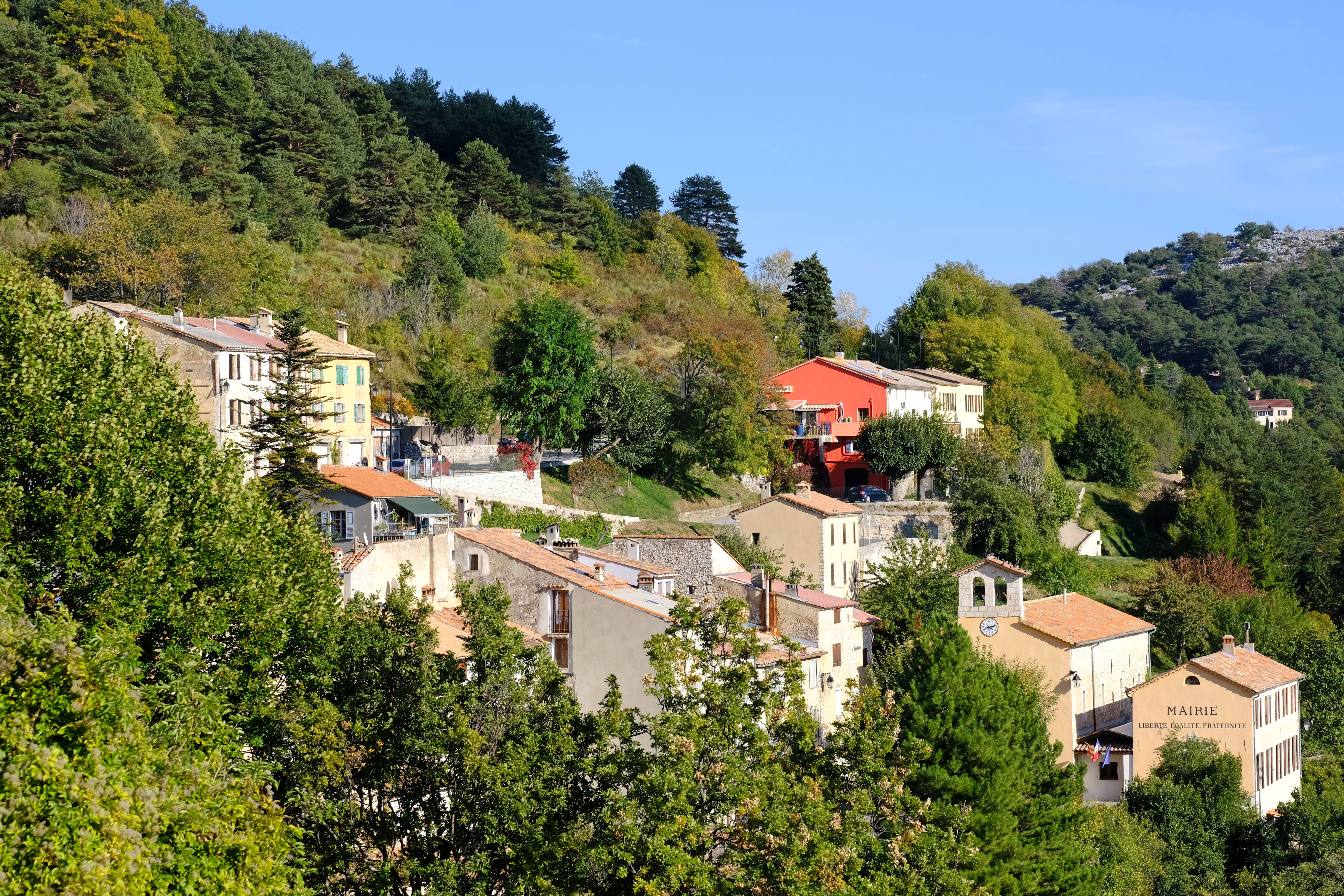
Vue du village depuis la route Napoléon.

Escragnolles est un village des Préalpes grassoises situé à la lisière du département du Var.

### Communes limitrophes
Les communes limitrophes sont Andon, Caille, Saint-Cézaire-sur-Siagne, Saint-Vallier-de-Thiey, Séranon et Mons.

### Géologie et relief
La commune se compose de 484,85 hectares de territoires agricoles (10,39 %) et 2 356,09 hectares de forêts et milieux semi-naturels (89,62 %).
La commune est située dans l’arrière pays Grassois et elle comporte douze hameaux : 
- Le Logis,
- Les Amphons,
- Bail, La Bastide,
- Le Cabanon,
- Le Château,
- Clars,
- La Colette,
- Les Gallants,
- Les Gras,
- Les Mourlans,
- Saint-Pons.

### Sismicité
Commune située dans une zone de sismicité modérée,.

### Hydrographie et eaux souterraines
Cours d'eau sur la commune ou à son aval :
- La Siagne, ou Grande Siagne, naît dans l'Audibergue, son cours initial est le plus souvent asséché. Elle prend toute sa puissance après la source vauclusienne du Garbo[6] ;

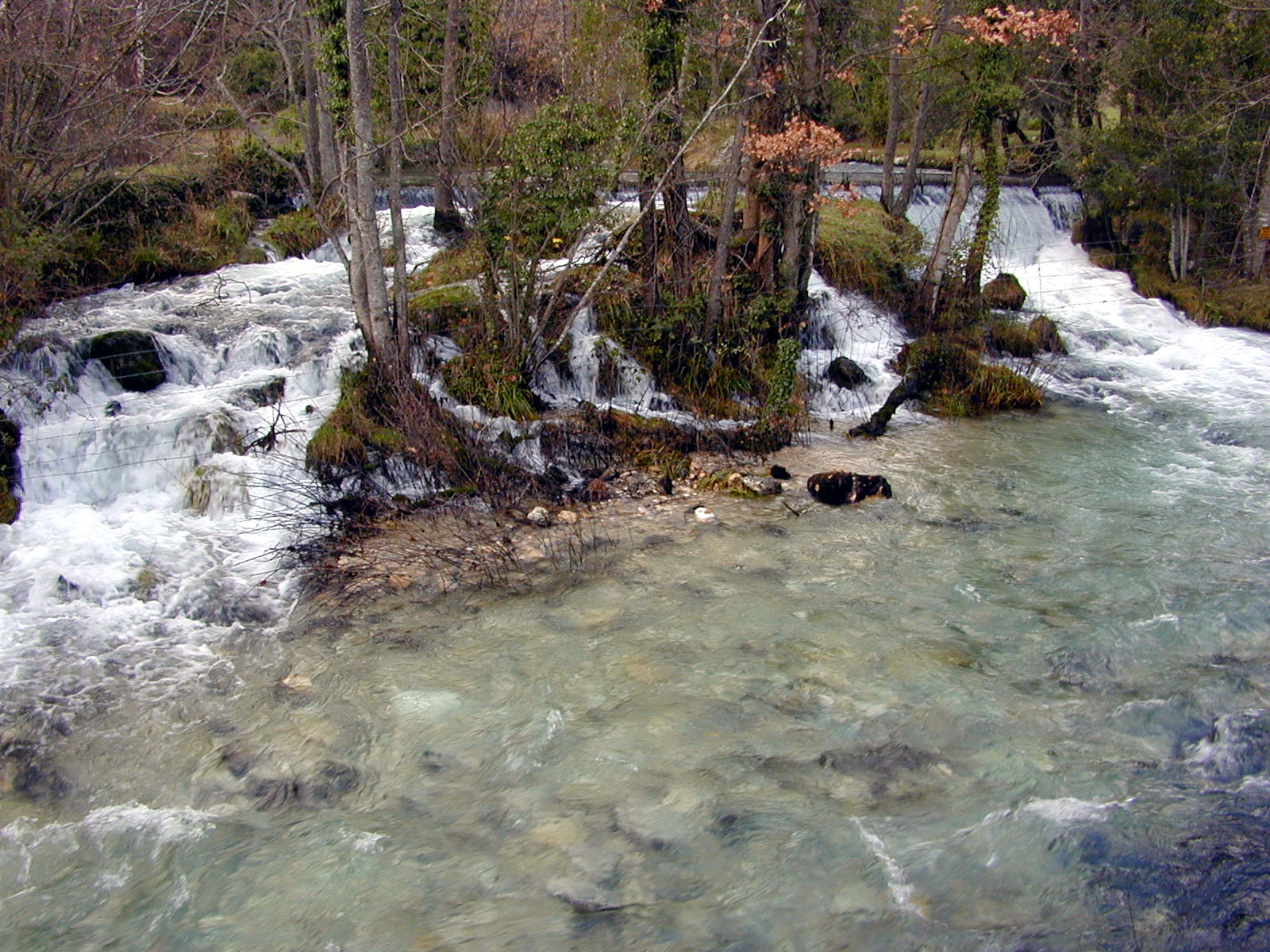
L'exsurgence du Garbo.
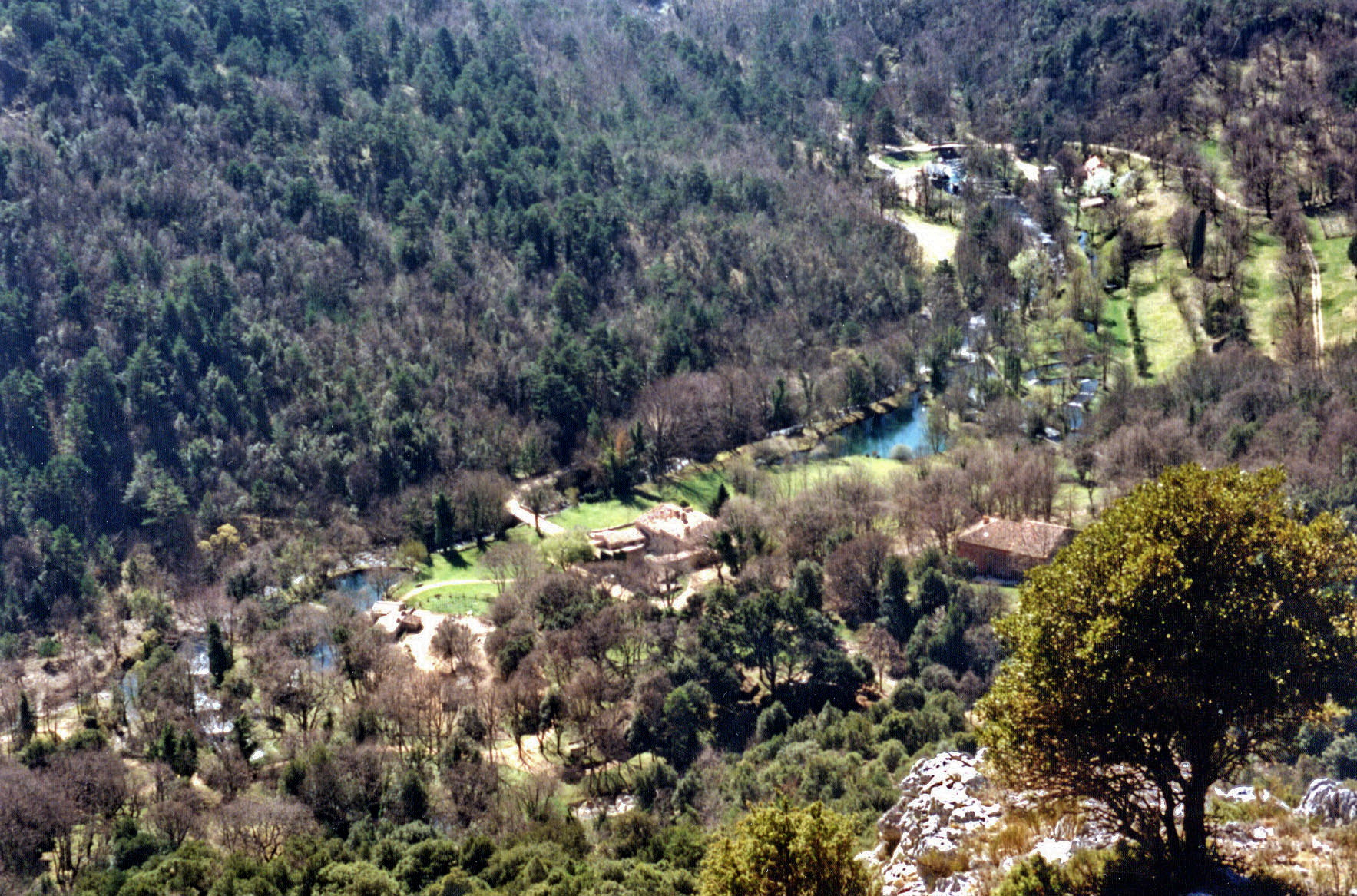
Le domaine des sources de la Siagne.
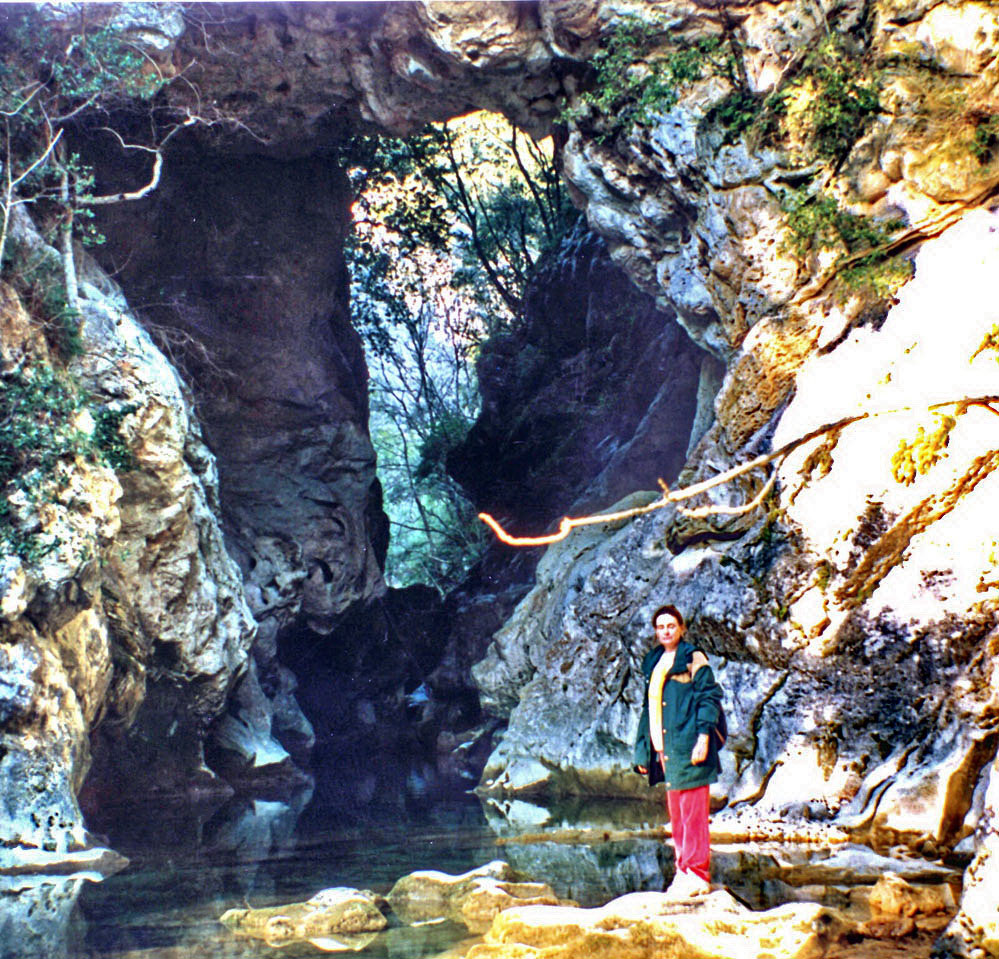
L'arche naturelle de Ponadieu : une clue inachevée ?

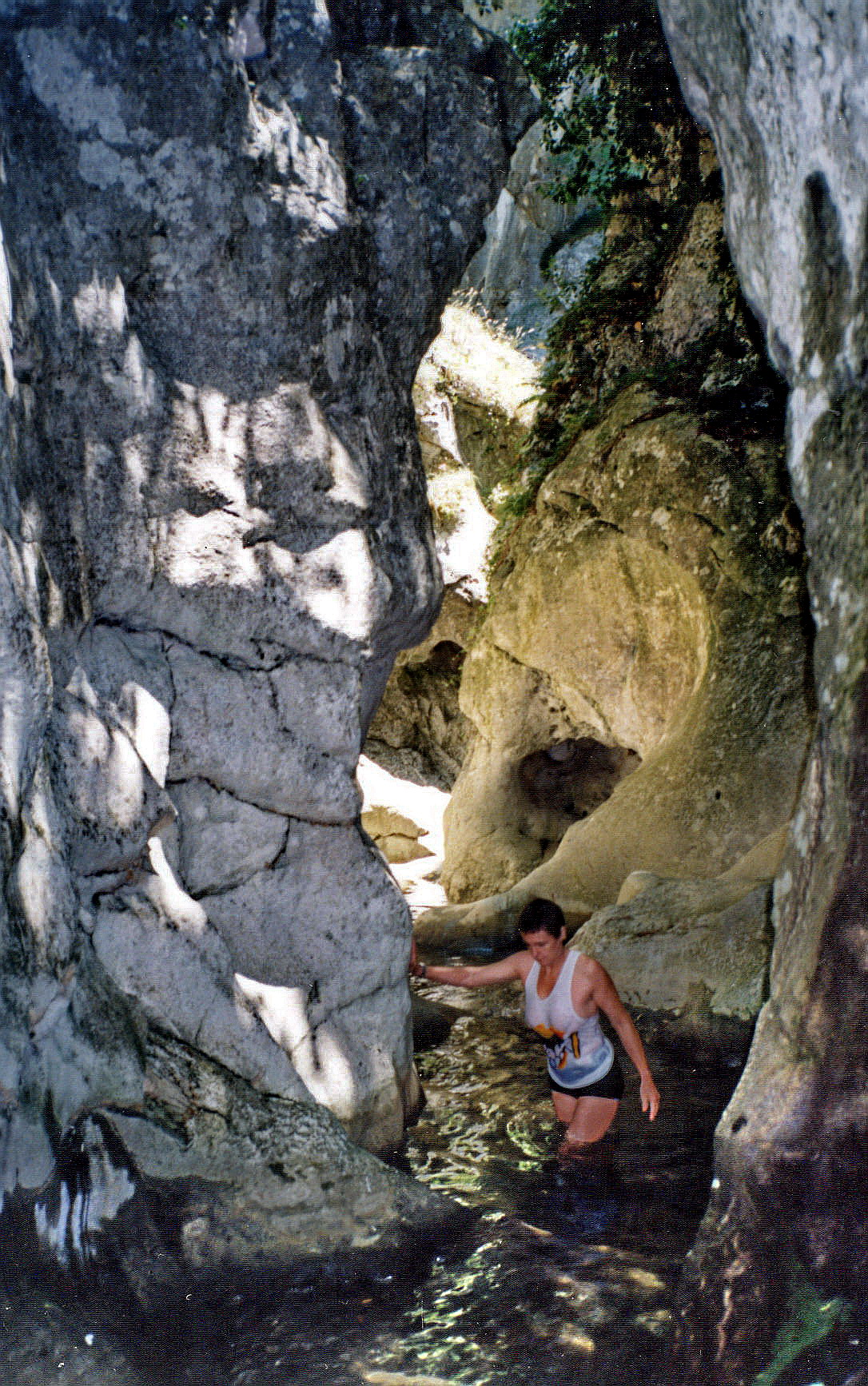
La rivière des Eaux-noires.
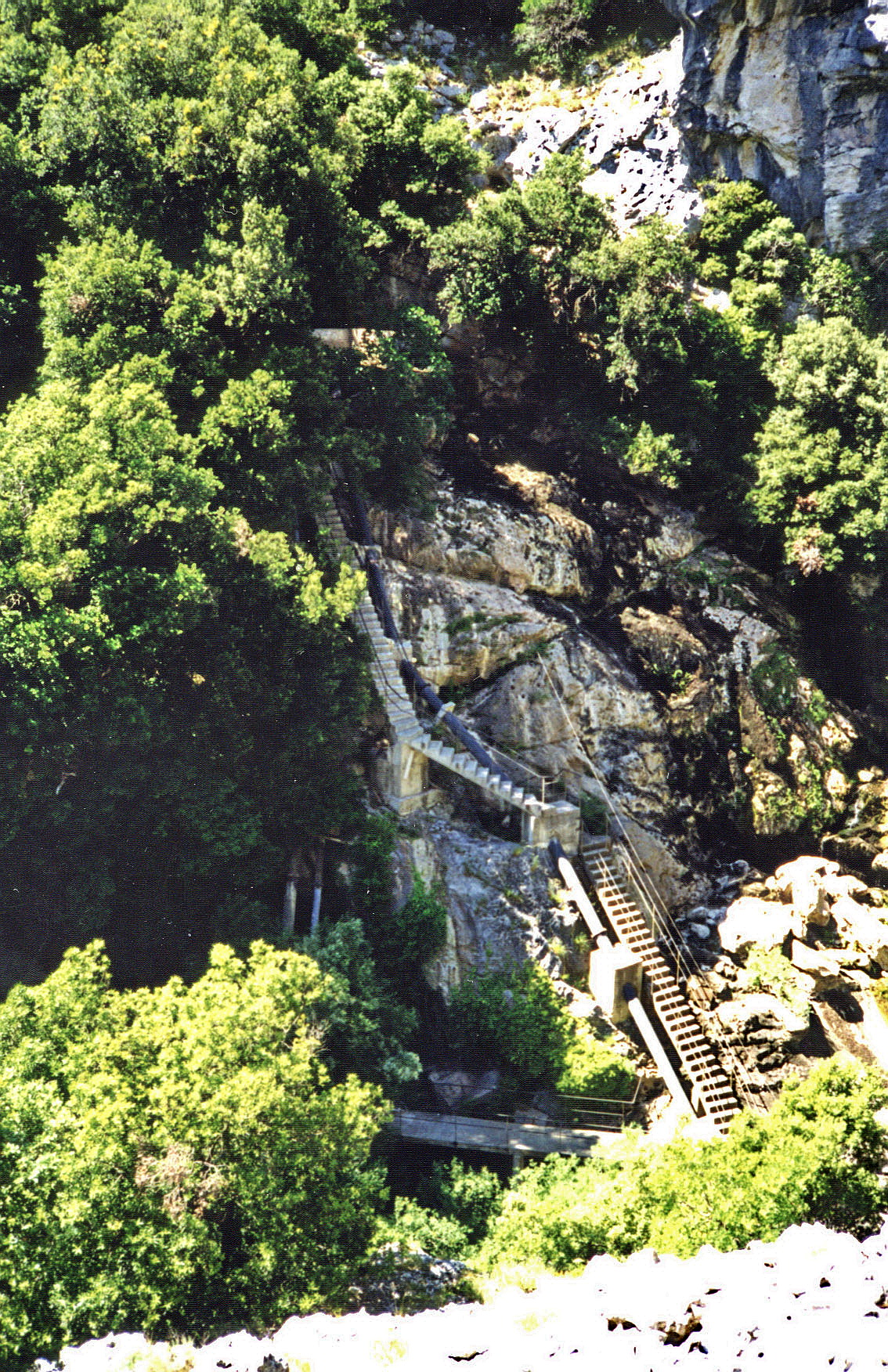
Exurgence (source vauclusienne de la Pare).
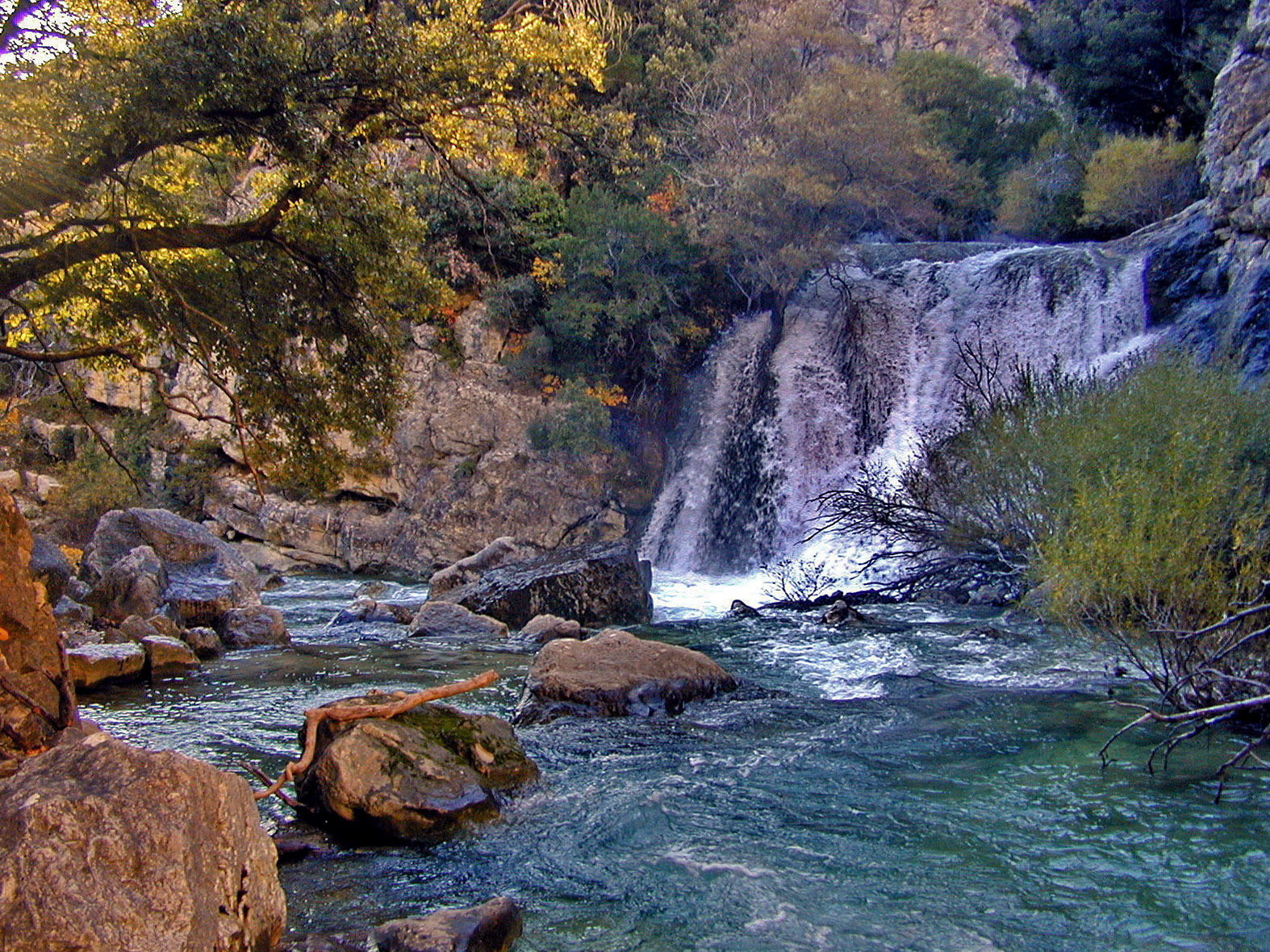
Confluence (Ajustadou) Pare et Siagne.

- La Siagne de la Pare ou d'Escragnolles, y prend sa source. Sur la carte des frontières de l'est (1776), son cours initial s'appelait la rivière des 'eaux nègres'. L'exsurgence (source vauclusienne) de la Pare a été achetée 20 000 francs or par le Syndicat intercommunal des Cinq-Communes. Avec l'exsurgence du Garbo, elle draine le karst de l'Audibergue ;
- Elle rejoint la Siagne après un parcours très encaissé qui fait la joie des adeptes du canyoning ;
- Siagne de pare ;
- Vallons de nans, de la colle, de st-martin, de la combe, des mourlans, de la combe d'andon, du ray.

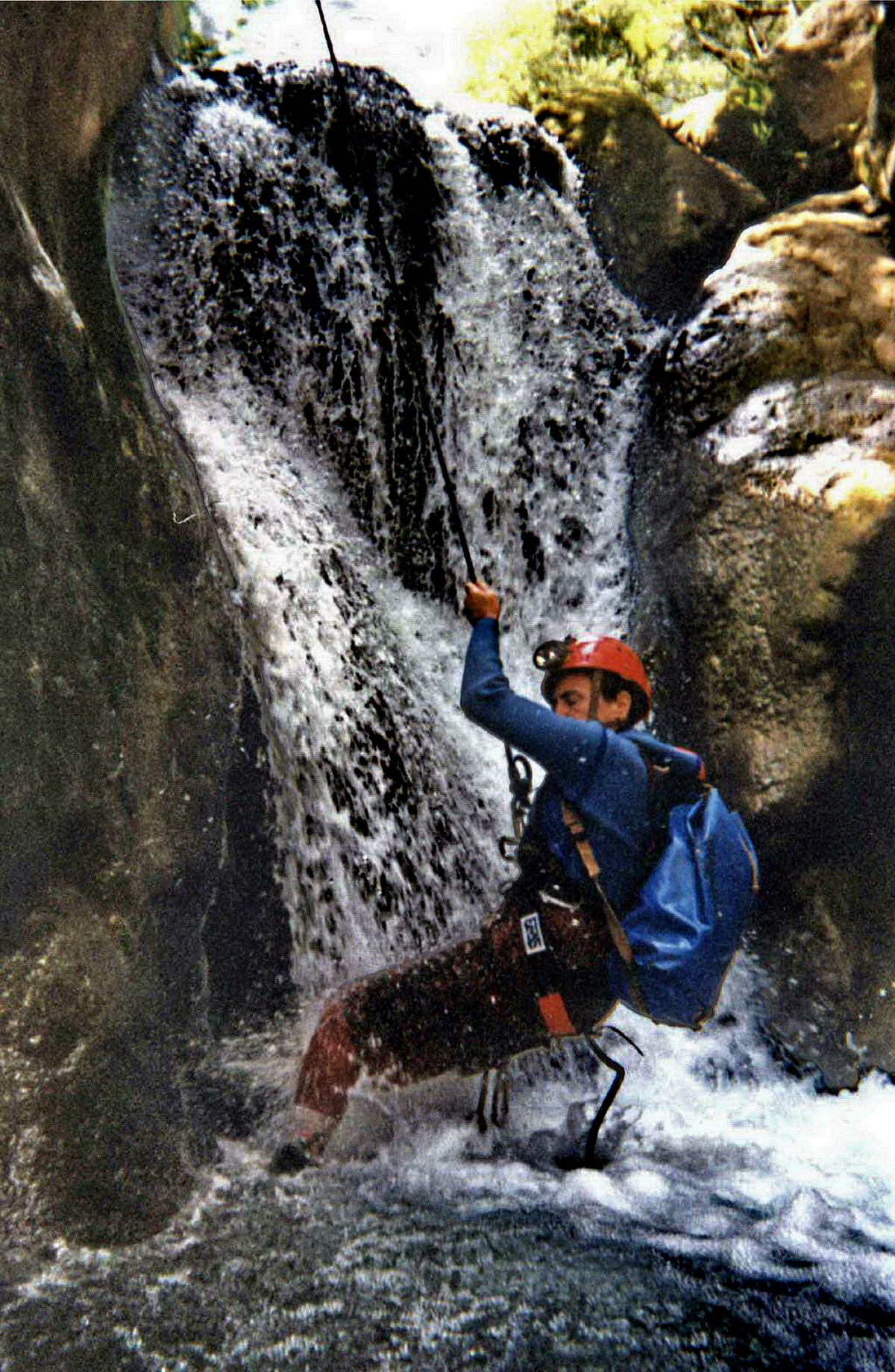
Canyoning.
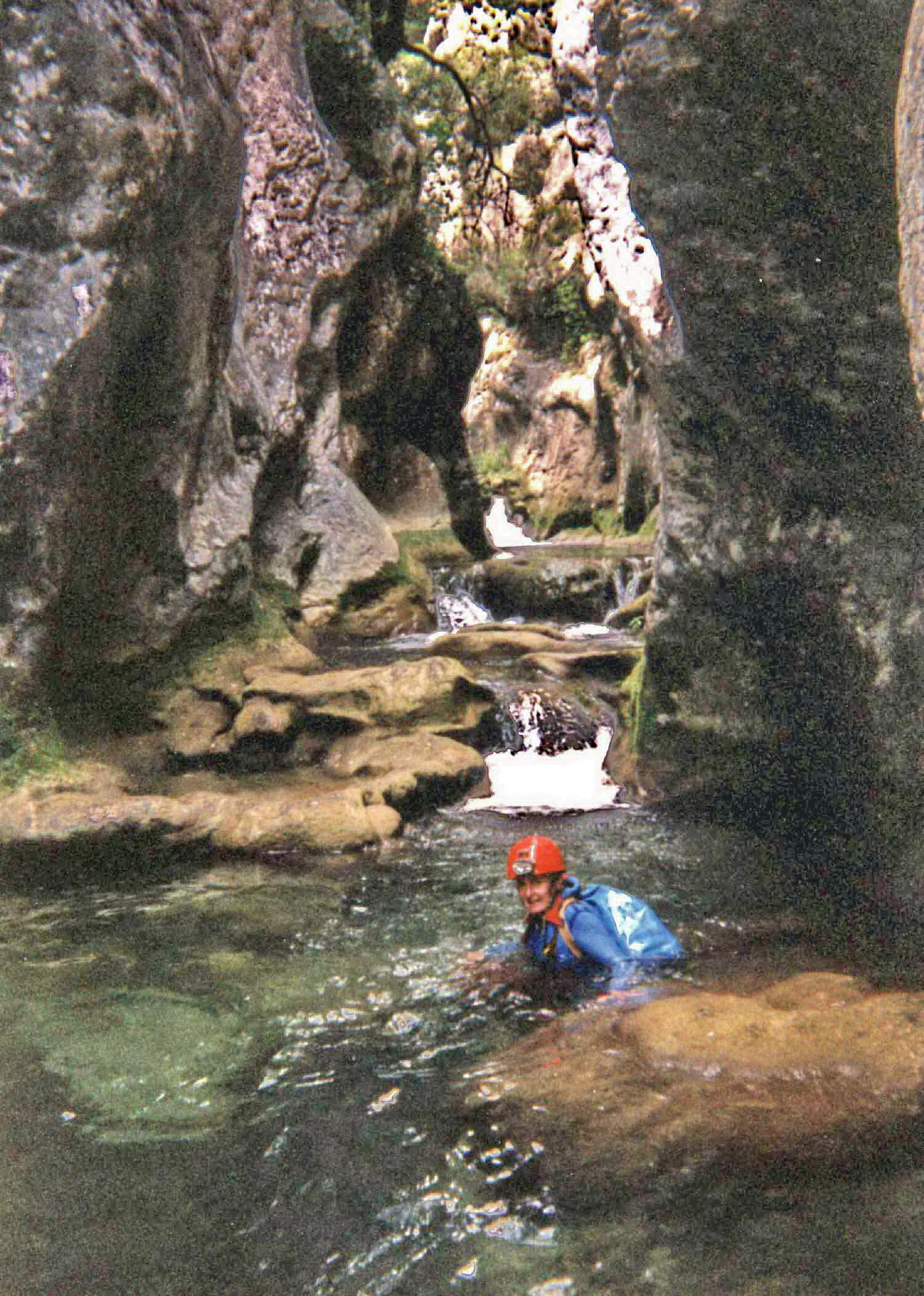
Canyoning.
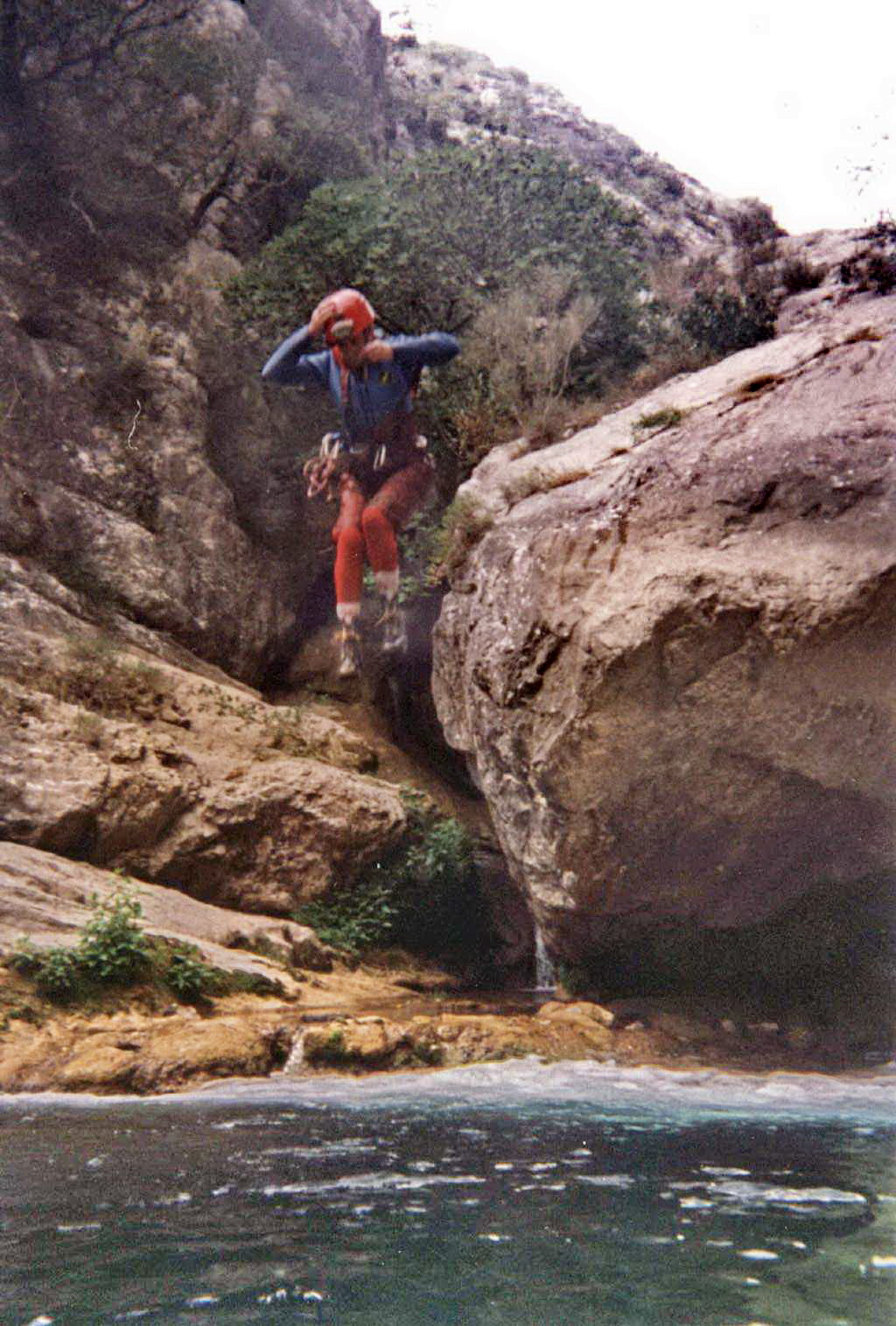
Canyoning.

- Le canal de Belletrud (1931) a sa prise dans la grotte de la Pare. Pour se rendre à Saint-Cézaire-sur-Siagne, il domine les vallées de la Siagne d'Escragnolles puis de la grande Siagne, qu'il enjambe au bois des Malines, croise le canal de la Siagne avant d'entamer un long passage souterrain pour réapparaître au virage de Mauvans.

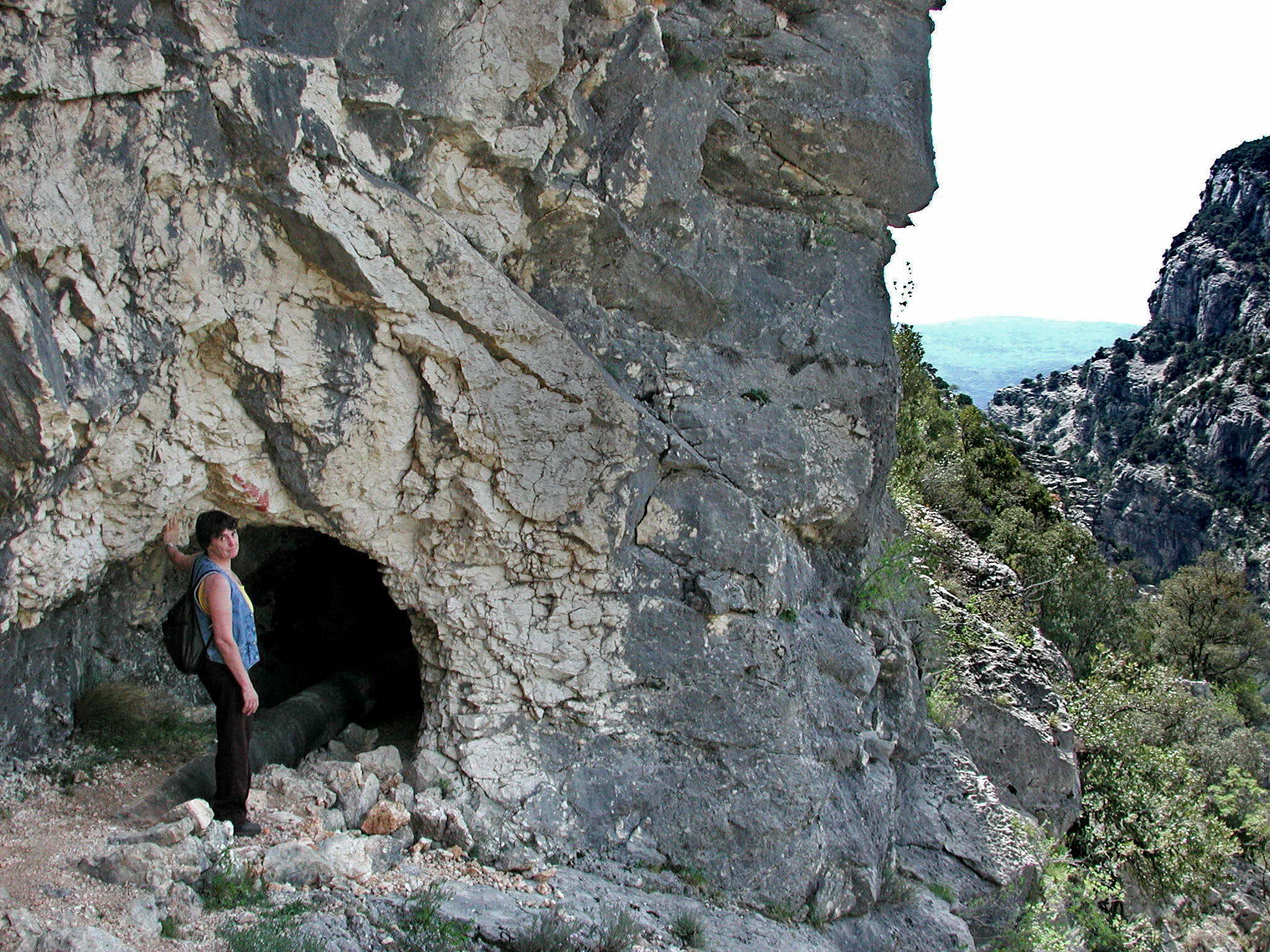
Canal Belletrud (1931).
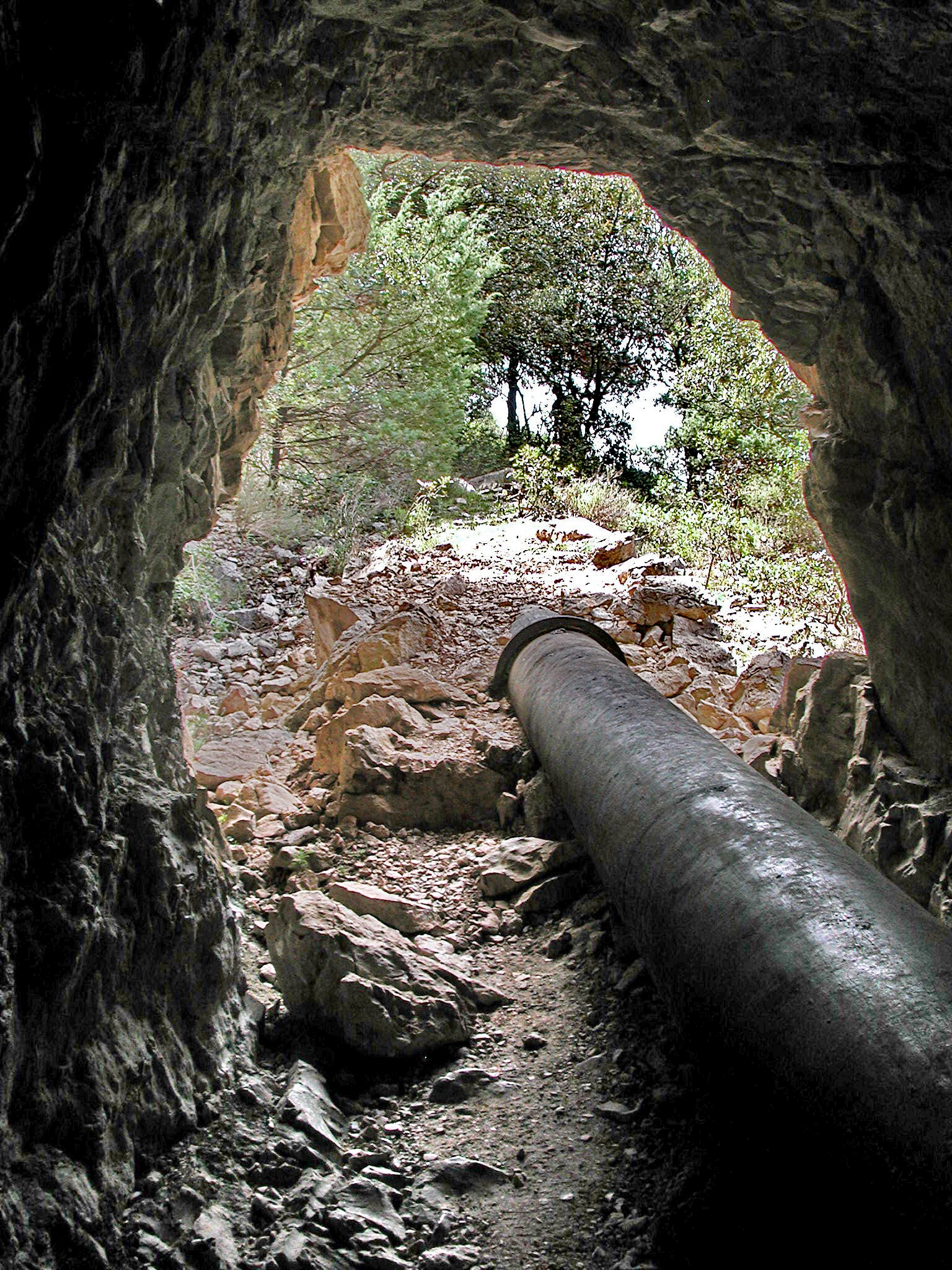
Canal Belletrud (1931).
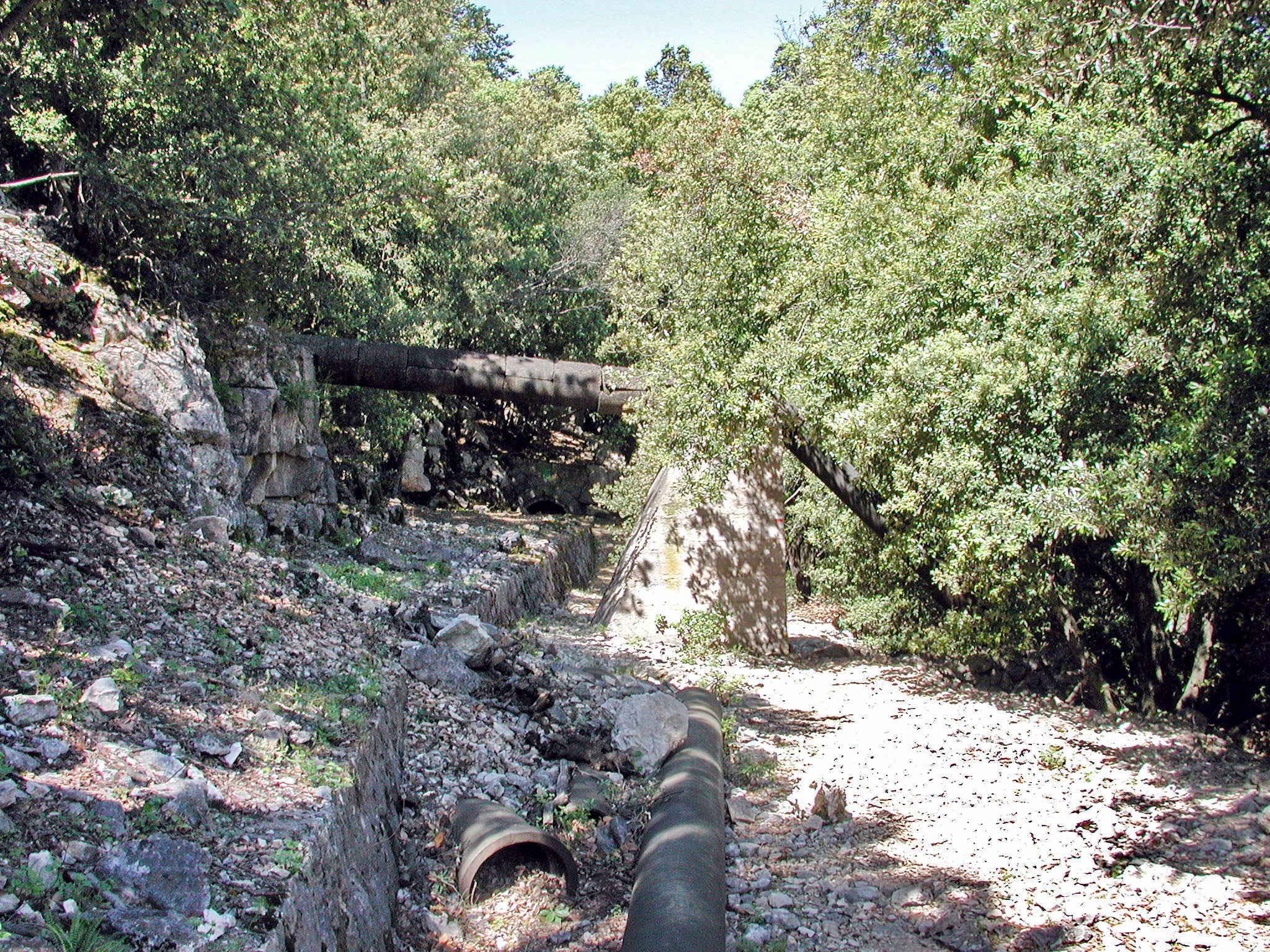
Canal Belletrud (1931) croisant le canal de la Siagne (1869).

Il est possible mais dangereux de randonner le long de ce canal, en empruntant parfois les tunnels de franchissement d'obstacles du canal (qui ont été creusés sans engins motorisés, à la main et aux explosifs !).
Ce canal alimente les communes de Saint-Cézaire-sur-Siagne, Le Tignet, Spéracèdes, Cabris et Peymeinade.
Escragnolles dispose de deux stations d'épuration :
- Escragnolles-chef lieu, d'une capacité de 500 équivalent-habitants[7] ;
- Escragnolles-Le château, d'une capacité de 250 équivalent-habitants[8].

### Climat
Pour des articles plus généraux, voir Climat de Provence-Alpes-Côte d'Azur et Climat des Alpes-Maritimes.
En 2010, le climat de la commune est de type climat méditerranéen franc, selon une étude du Centre national de la recherche scientifique s'appuyant sur une série de données couvrant la période 1971-2000. En 2020, Météo-France publie une typologie des climats de la France métropolitaine dans laquelle la commune est exposée à un climat méditerranéen et est dans la région climatique Var, Alpes-Maritimes, caractérisée par une pluviométrie abondante en automne et en hiver (250 à 300 mm en automne), un très bon ensoleillement en été (fraction d’insolation > 75 %), un hiver doux (8 °C) et peu de brouillards.
Pour la période 1971-2000, la température annuelle moyenne est de 10,9 °C, avec une amplitude thermique annuelle de 15,5 °C. Le cumul annuel moyen de précipitations est de 1 103 mm, avec 6,4 jours de précipitations en janvier et 4,1 jours en juillet. Pour la période 1991-2020, la température moyenne annuelle observée sur la station météorologique de Météo-France la plus proche, « Caussols », sur la commune de Caussols à 9 km à vol d'oiseau, est de 9,7 °C et le cumul annuel moyen de précipitations est de 1 271,5 mm. 
La température maximale relevée sur cette station est de 32,4 °C, atteinte le 28 juin 2019 ; la température minimale est de −11,7 °C, atteinte le 27 février 2018,,.
Les paramètres climatiques de la commune ont été estimés pour le milieu du siècle (2041-2070) selon différents scénarios d'émission de gaz à effet de serre à partir des nouvelles projections climatiques de référence DRIAS-2020. Ils sont consultables sur un site dédié publié par Météo-France en novembre 2022.

### Voies de communications et transports

#### Voies routières
Le village est traversé par la D 6085 (ancienne N85 ou route Napoléon).

#### Transports en commun
- Transport en Provence-Alpes-Côte d'Azur

La commune est desservie par la ligne LER 31 qui relie Nice à Grenoble, ainsi que par plusieurs lignes du réseau Sillages :
- Ligne 40 (Saint-Auban ↔ Grasse) : 4 A/R par jour du lundi au vendredi de 6 h 00 à 18 h 30, 3 A/R le samedi.
- Ligne 400 (Valderoure ↔ Saint-Vallier-de-Thiey) : du lundi au vendredi à la demande[16].

### Intercommunalité
Commune membre de la Communauté d'agglomération du Pays de Grasse.

## Urbanisme

### Typologie
Au 1er janvier 2024, Escragnolles est catégorisée commune rurale à habitat dispersé, selon la nouvelle grille communale de densité à 7 niveaux définie par l'Insee en 2022.
Elle est située hors unité urbaine et hors attraction des villes,.

### Occupation des sols
L'occupation des sols de la commune, telle qu'elle ressort de la base de données européenne d’occupation biophysique des sols Corine Land Cover (CLC), est marquée par l'importance des forêts et milieux semi-naturels (89,6 % en 2018), en diminution par rapport à 1990 (98,7 %). La répartition détaillée en 2018 est la suivante : 
forêts (37 %), espaces ouverts, sans ou avec peu de végétation (29,7 %), milieux à végétation arbustive et/ou herbacée (22,9 %), zones agricoles hétérogènes (7,2 %), prairies (3,2 %).
L'évolution de l’occupation des sols de la commune et de ses infrastructures peut être observée sur les différentes représentations cartographiques du territoire : la carte de Cassini (XVIIIe siècle), la carte d'état-major (1820-1866) et les cartes ou photos aériennes de l'IGN pour la période actuelle (1950 à aujourd'hui).

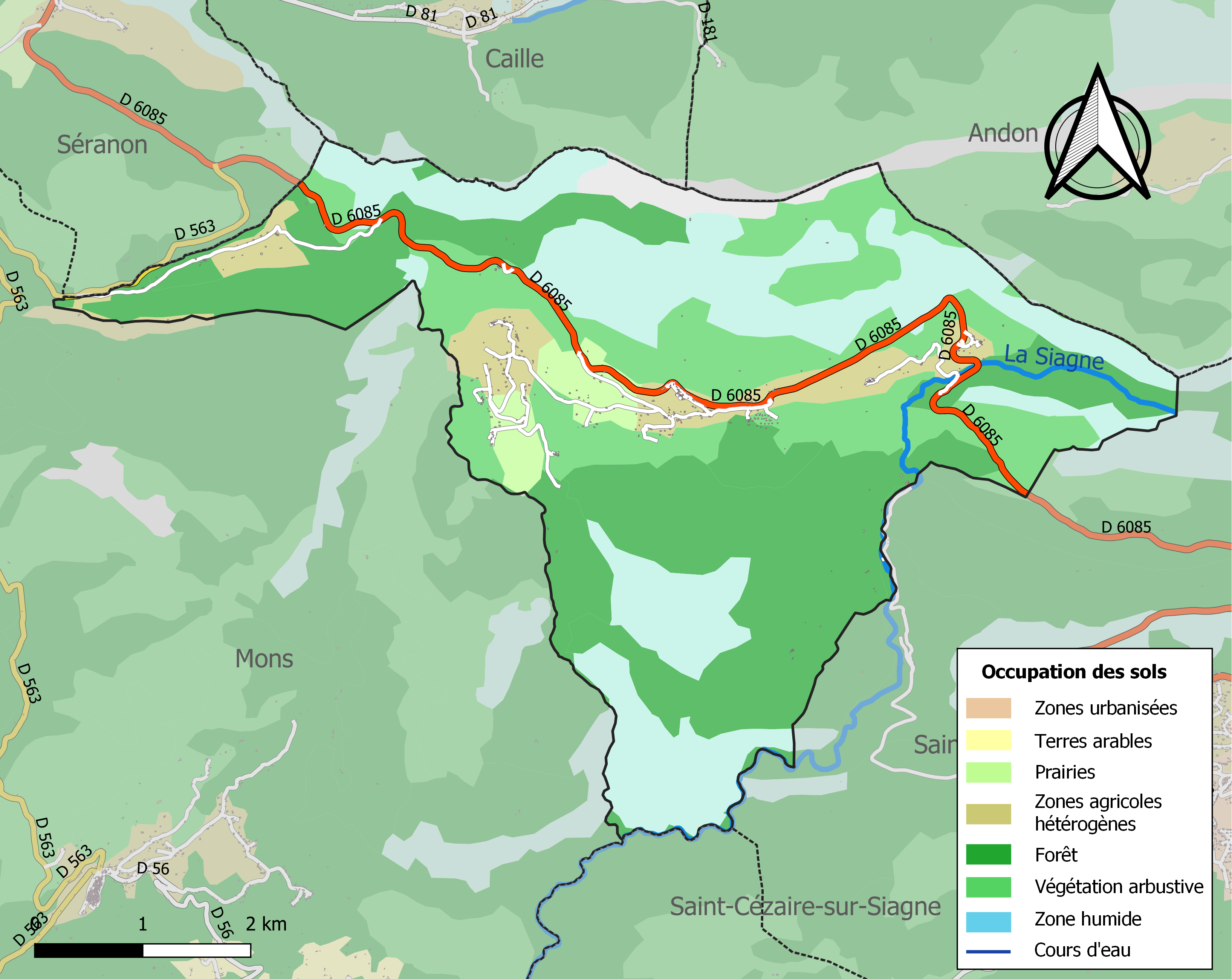
Carte de l'occupation des sols de la commune en 2018 (CLC).

## Toponymie
D'après Albert Dauzat et Charles Rostaing, ce toponyme provient de Sclango, nom obscur pré-latin, comme Esclangon - La Javie.
Attesté en: Castrum de Scralegnola ou comme on lit dans les Archives de Lérins, Sclangola, Scragnole ou Scangolo dans La Chorographie Ou Description De Provence

## Histoire

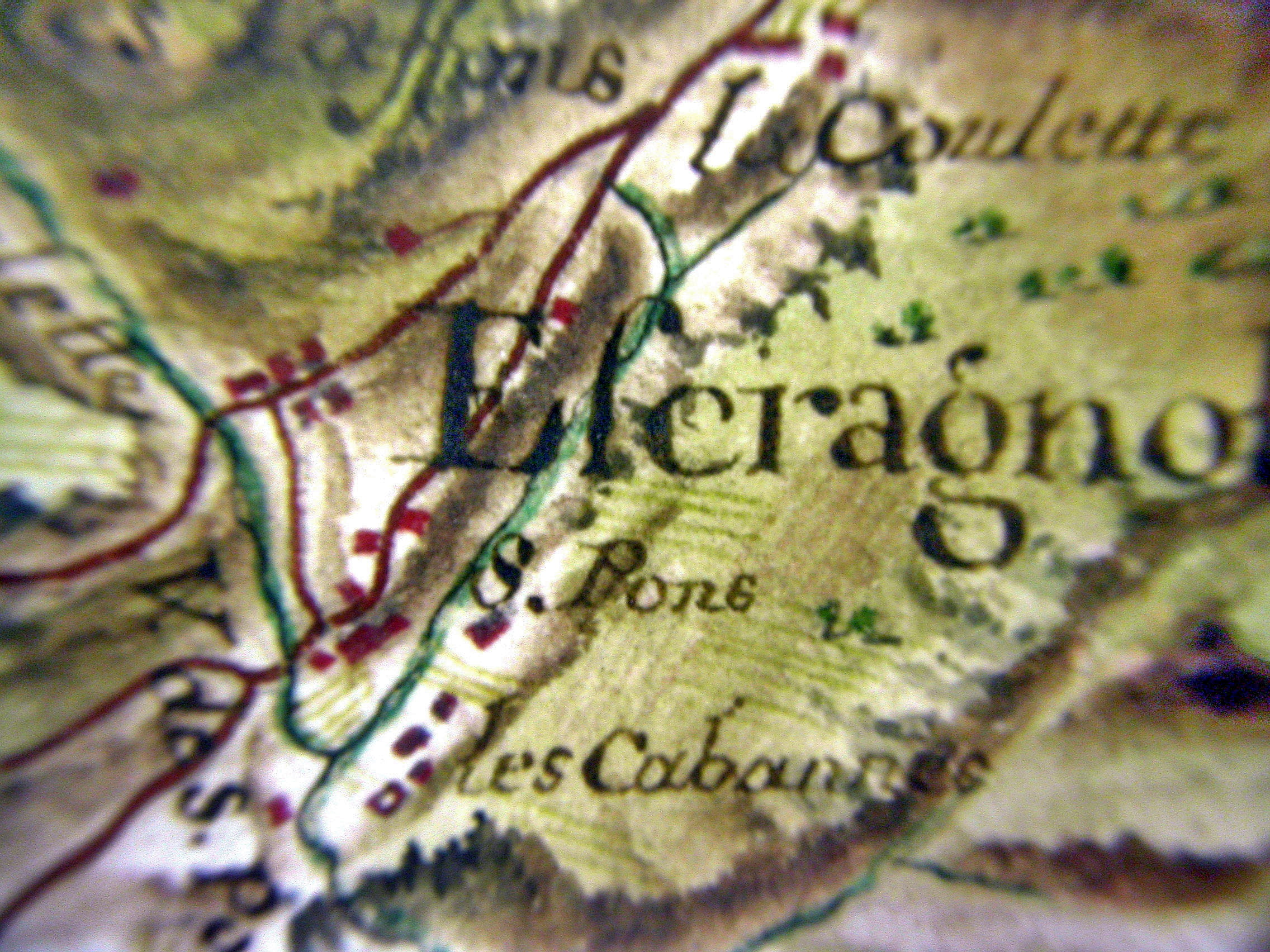
Escragnolles fin XVIIIe siècle.

Raymond Requistoni (?-av.1309) fut seigneur de Escragnolles. Il s'allia à Cécile Cays, fille de Bérenger Cays, coseigneur de Peillon et du Touët. Le seigneur de Escragnolles, Raymond Requistoni, eut de son vivant un homonyme qui fut chevalier et seigneur du Val d'Ampus.
- À la suite de la peste de 1420, la population du village fut anéantie, et, pour le repeupler, il fallut faire appel à des habitants de la région proche ou de l'arrière pays de Gênes, les Figouns [24], grands mangeurs de figues et parlant le figoun.
- Escragnolles fin XVIIIe.

## Héraldique
| Blason de Escragnolles | Blason  | D'or à un sautoir de sinople, accompagné en chef d’un roc d’échiquier, du même.                                                               |
| Blason de Escragnolles | Détails | Les armes d'Escragnolles sont celles de la famille de Robert qui possédait cette seigneurie. Le statut officiel du blason reste à déterminer. |

## Politique et administration
| Période    | Période   | Identité          | Étiquette | Qualité               |
| ---------- | --------- | ----------------- | --------- | --------------------- |
| mars 1975  | mars 2008 | Francis Galliano  |           |                       |
| mars 2008  | mars 2014 | Jacques Ballestra |           |                       |
| Avril 2014 | En cours  | Henri Chiris      | SE        | Contrôleur de travaux |

## Population et société

### Démographie

#### Évolution démographique
L'évolution du nombre d'habitants est connue à travers les recensements de la population effectués dans la commune depuis 1793. Pour les communes de moins de 10 000 habitants, une enquête de recensement portant sur toute la population est réalisée tous les cinq ans, les populations de référence des années intermédiaires étant quant à elles estimées par interpolation ou extrapolation. Pour la commune, le premier recensement exhaustif entrant dans le cadre du nouveau dispositif a été réalisé en 2005.

En 2022, la commune comptait 621 habitants, en évolution de +1,47 % par rapport à 2016 (Alpes-Maritimes : +2,85 %, France hors Mayotte : +2,11 %).
| 1793 | 1800 | 1806 | 1821 | 1831 | 1836 | 1841 | 1846 | 1851 |
| ---- | ---- | ---- | ---- | ---- | ---- | ---- | ---- | ---- |
| 346  | 350  | 279  | 363  | 402  | 420  | 408  | 431  | 413  |

| 1856 | 1861 | 1866 | 1872 | 1876 | 1881 | 1886 | 1891 | 1896 |
| ---- | ---- | ---- | ---- | ---- | ---- | ---- | ---- | ---- |
| 392  | 410  | 411  | 421  | 355  | 310  | 281  | 277  | 264  |

| 1901 | 1906 | 1911 | 1921 | 1926 | 1931 | 1936 | 1946 | 1954 |
| ---- | ---- | ---- | ---- | ---- | ---- | ---- | ---- | ---- |
| 282  | 248  | 249  | 163  | 150  | 172  | 130  | 115  | 118  |

| 1962 | 1968 | 1975 | 1982 | 1990 | 1999 | 2005 | 2006 | 2010 |
| ---- | ---- | ---- | ---- | ---- | ---- | ---- | ---- | ---- |
| 117  | 119  | 110  | 193  | 326  | 384  | 491  | 505  | 596  |

| 2015 | 2020 | 2022 | - | - | - | - | - | - |
| ---- | ---- | ---- | - | - | - | - | - | - |
| 614  | 612  | 621  | - | - | - | - | - | - |

### Enseignement
Établissements d'enseignements :
- Écoles maternelle et primaire[34],
- Collège à Saint-Vallier-de-Thiey,
- Lycées à Grasse.

### Santé
Professionnels et établissements de santé :
- Médecins à Saint-Vallier-de-Thiey,
- Pharmacies à Saint-Vallier-de-Thiey, Cabris,
- Hôpitaux à Cabris,
- Maison de Santé Rurale de Valderoure[36].

### Cultes
- Culte catholique, Paroisse de, Diocèse de Nice[37].

## Économie

### Entreprises et commerces

#### Agriculture
- Région repeuplée au XVe siècle par des agriculteurs ligures "Les Figouns"[38].
- La ferme pédagogique "Rucher Abelha"[39].
- Exploitant agricole, secteur d'activité de la culture de légumes, de melons, de racines et de tubercules
- Élevage ovin et abattoir fermier.

#### Tourisme
- Bar-restaurant.

#### Commerces et services
Commerces et services de proximité.

### Budget et fiscalité 2023
En 2023, le budget de la commune était constitué ainsi :
- total des produits de fonctionnement : 568 000 €, soit 906 € par habitant ;
- total des charges de fonctionnement : 506 000 €, soit 807 € par habitant ;
- total des ressources d'investissement : 258 000 €, soit 412 € par habitant ;
- total des emplois d'investissement : 285 000 €, soit 454 € par habitant ;
- endettement : 386 000 €, soit 616 € par habitant.

Avec les taux de fiscalité suivants :
- taxe d'habitation : 10,45 % ;
- taxe foncière sur les propriétés bâties : 25,62 % ;
- taxe foncière sur les propriétés non bâties : 101,66 % ;
- taxe additionnelle à la taxe foncière sur les propriétés non bâties : 0,00 % ;
- cotisation foncière des entreprises : 0,00 %.

Chiffres clés Revenus et pauvreté des ménages en 2021 : médiane en 2021 du revenu disponible, par unité de consommation : 20 520 €.

## Lieux et monuments

### Habitats fortifiés, enceintes,oppidum, castellaras
Les points fortifiés sont très nombreux, toujours en vue les uns des autres autour d'un habitat fortifié plus important et mieux défendu,,,.
- Oppidum de Conrouan

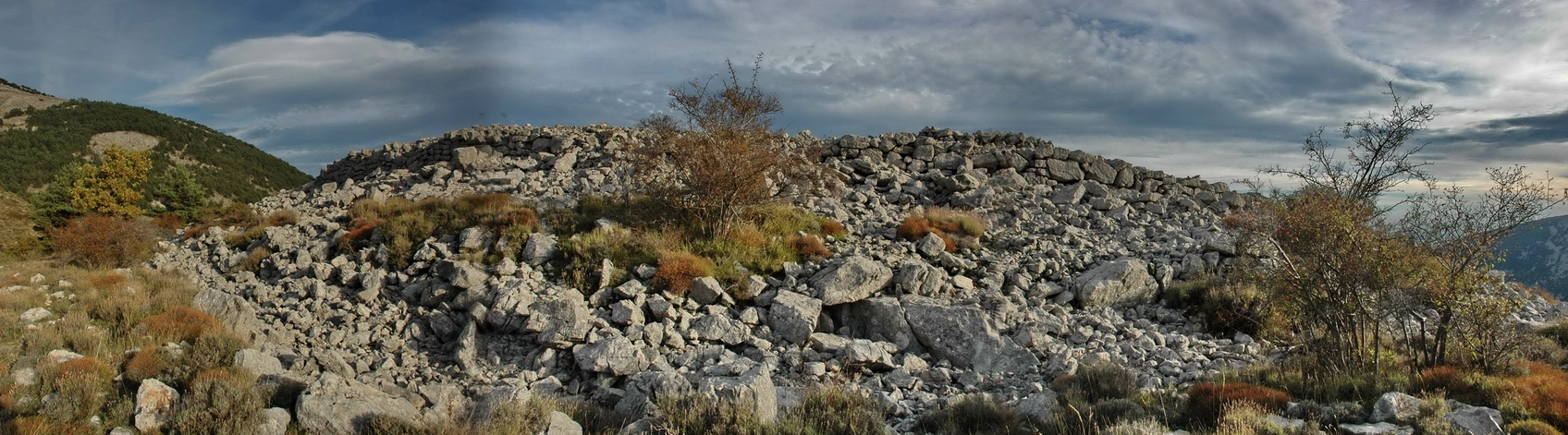
Oppidum de Conrouan, vue de l'extérieur.
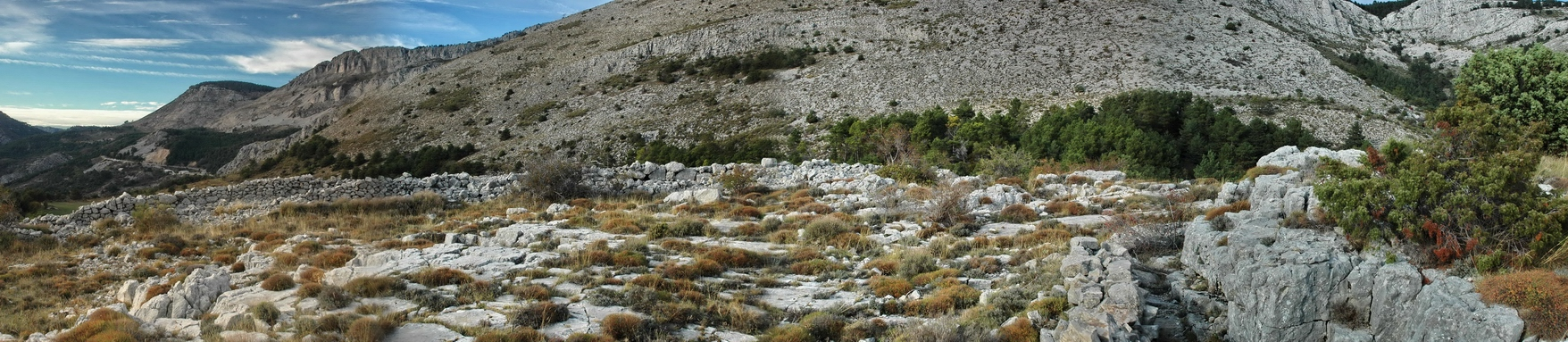
Oppidum de Conrouan, vue de l'intérieur.

| - La Bastide, - Bois de Briasc, - Camp des listes, - Le Castellas, - Le Cavallet, | - du Château ou Cogolin), - Collet des Pins de Rouyère, - La Colette (ou des Claps), - Conrouan (ou Camp Rouman, ou Moujoun, - La Grangasse, | - Josepin, - Poste avancé des Rouguières, - Le Raïs, (ou Ray, ou Galants, - Les Rouguières. |

### Tumulus, Dolmens (Néolithique, Calcholithique)

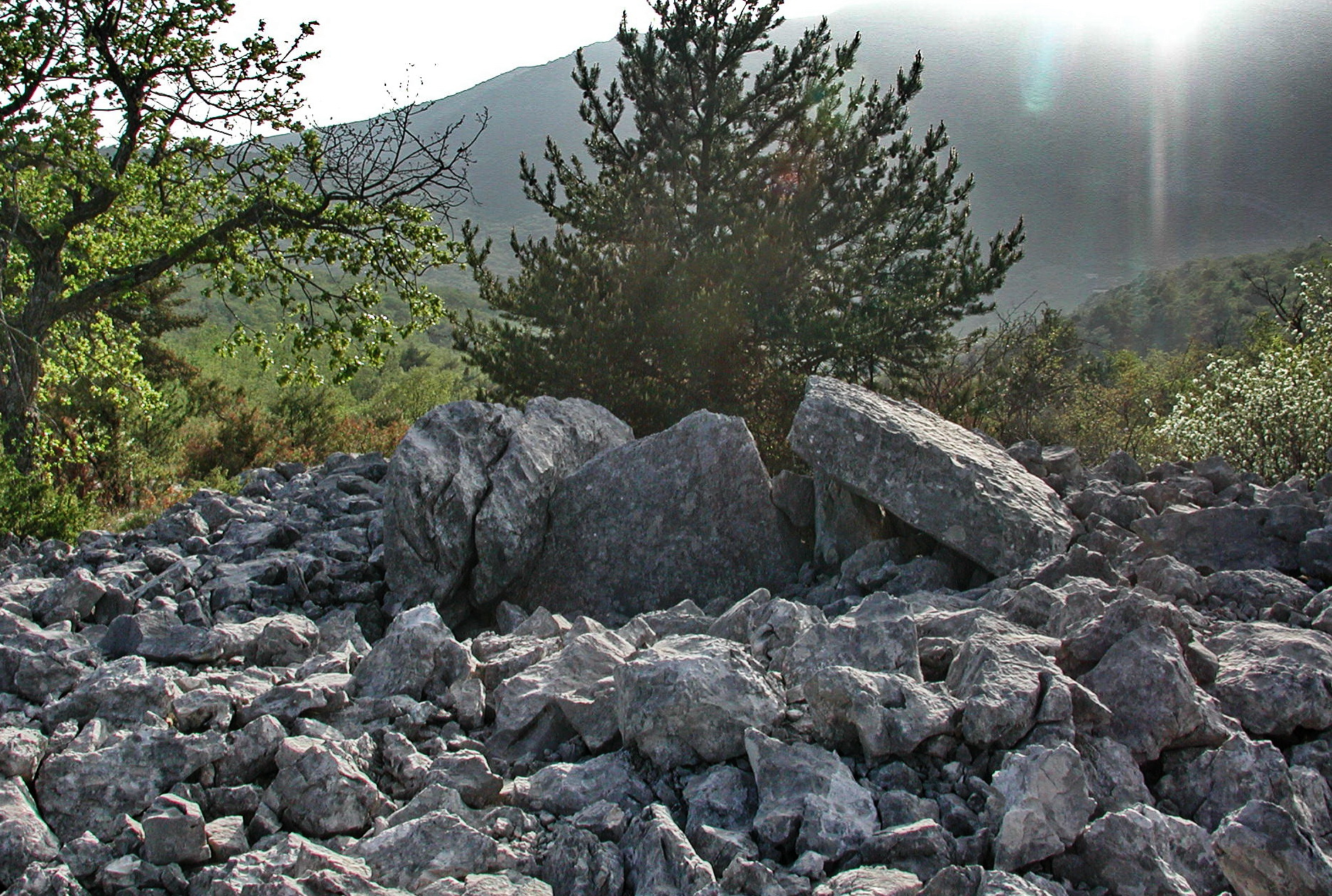
Dolmen des Claps.

- Dolmen des Claps[48],
- Tumulus de la Colette[49],
- Tombe en blocs de la Colette.

### Patrimoine religieux
- L'église Saint-Martin. Construite au XVIe siècle et remaniée au XVIIIe siècle[50].
- L'église Saint-Pons. Appelée à tort chapelle Saint-Pons[51].
- La chapelle du cimetière. Petite chapelle du cimetière[52].
- La chapelle Saint-Martin. Nombreux fossiles sur place[53].

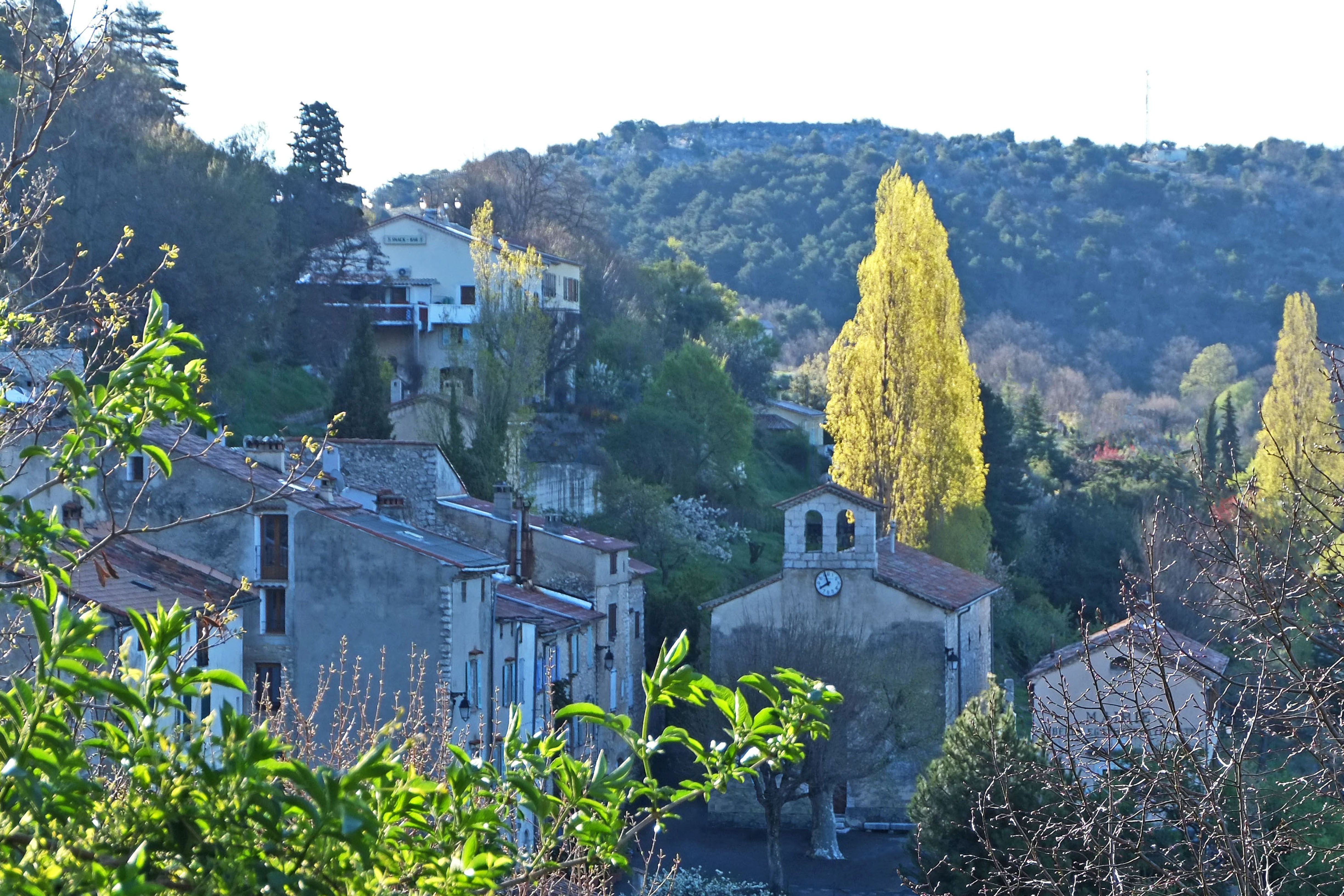
L'église d'Escragnolles depuis la route Napoléon.
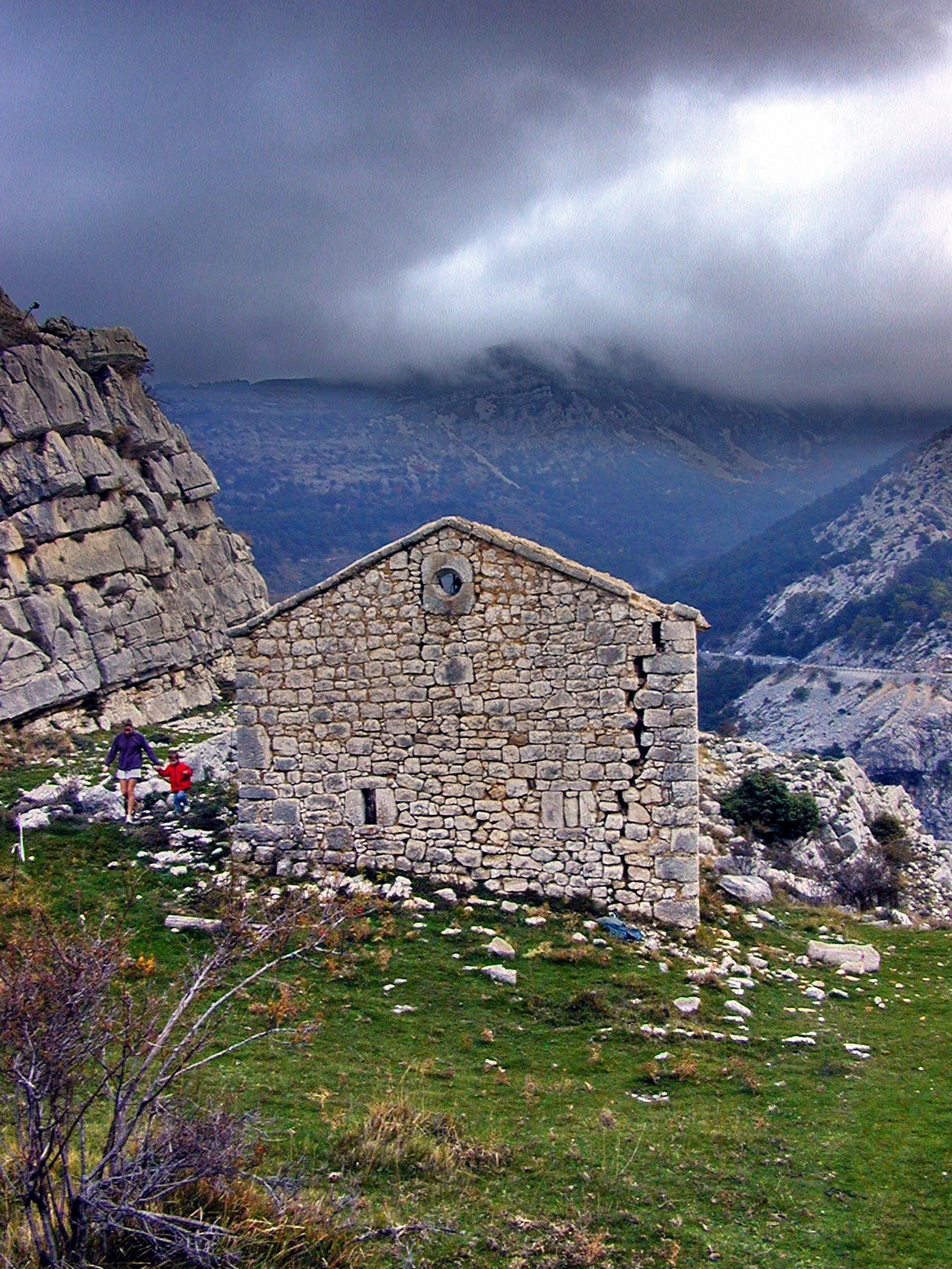
Chapelle Saint-martin.
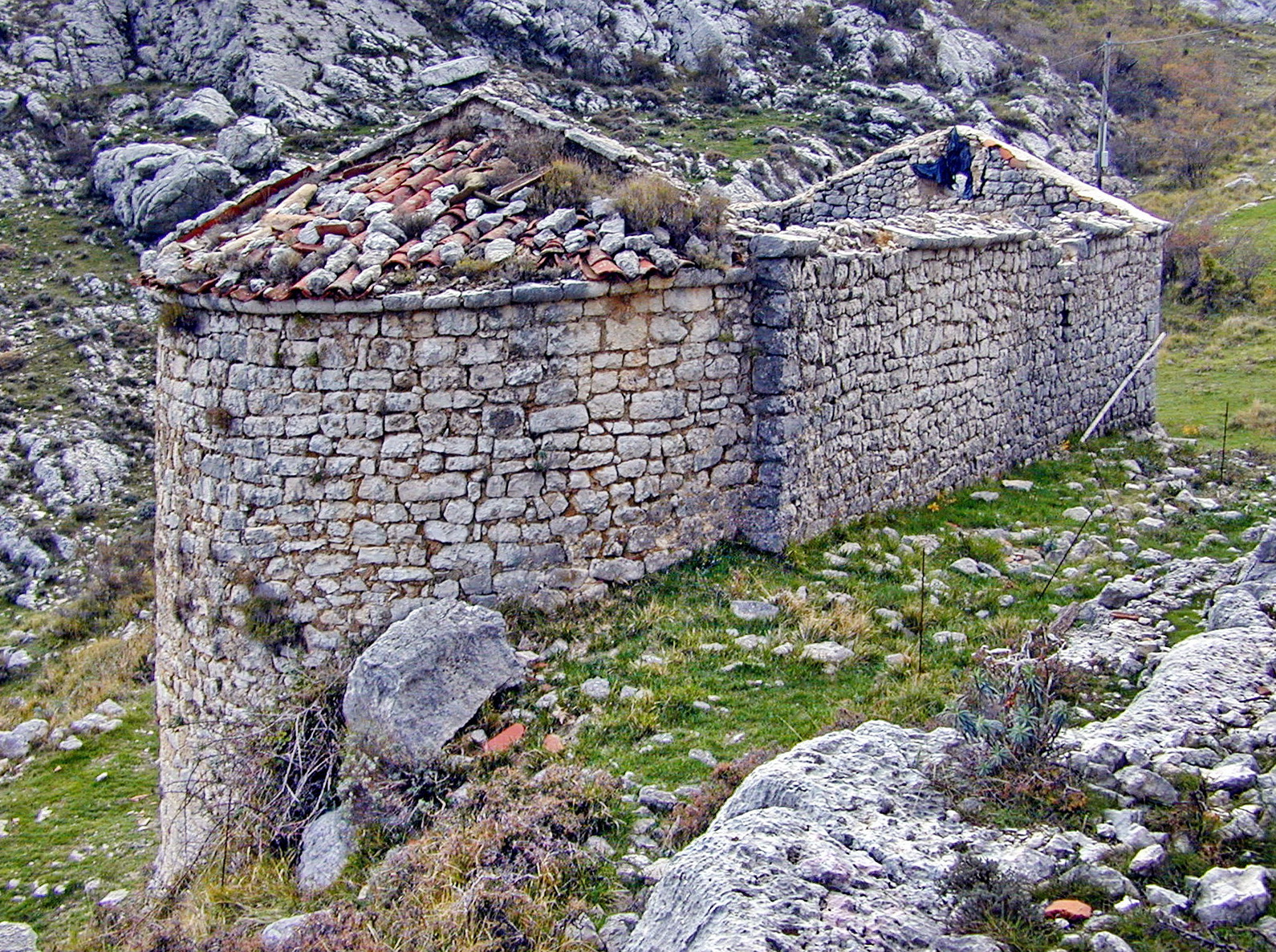
Chapelle Saint-Martin.

### Enclos-apierdu château

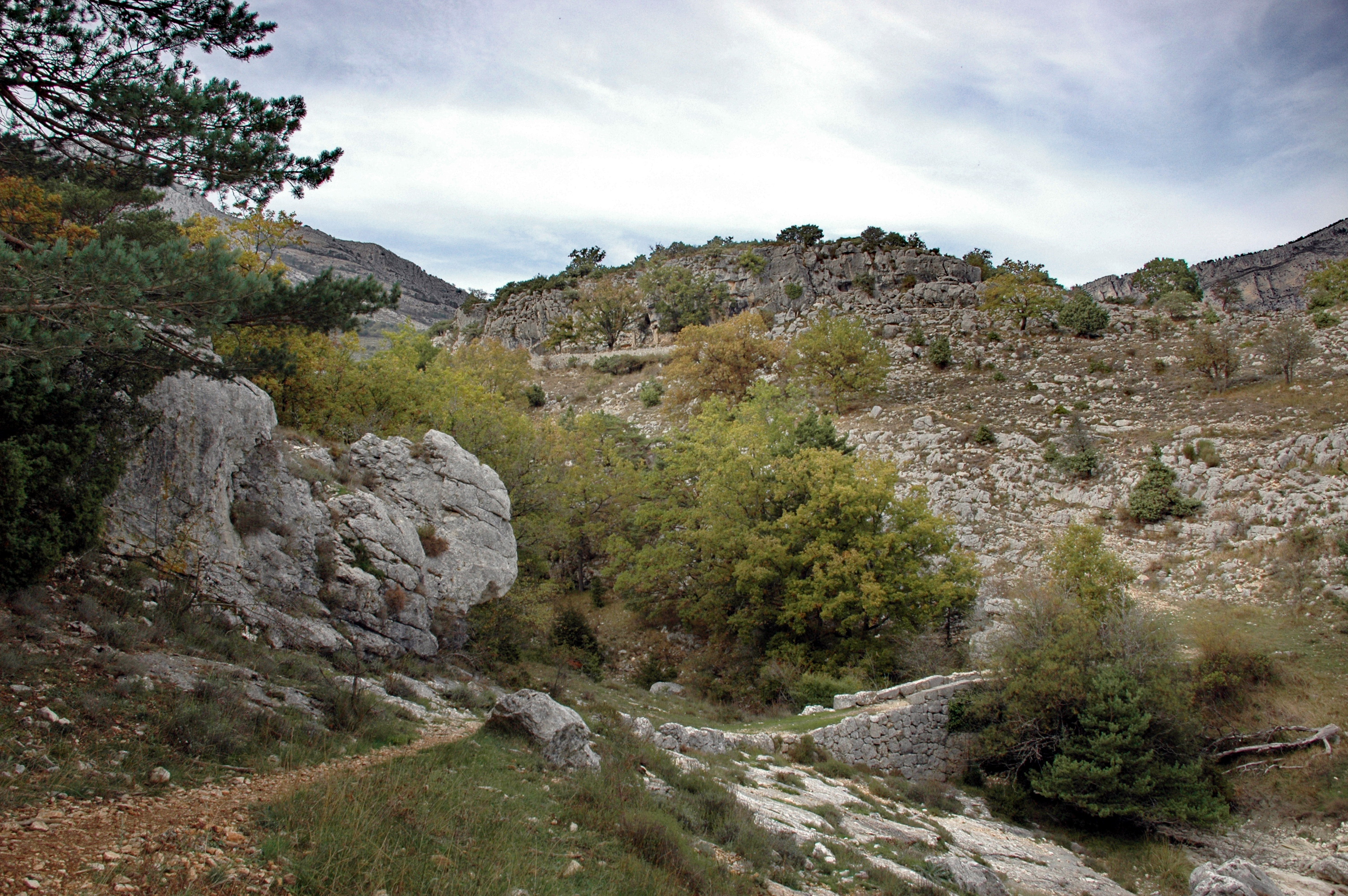
Vieux pont et apier du château.
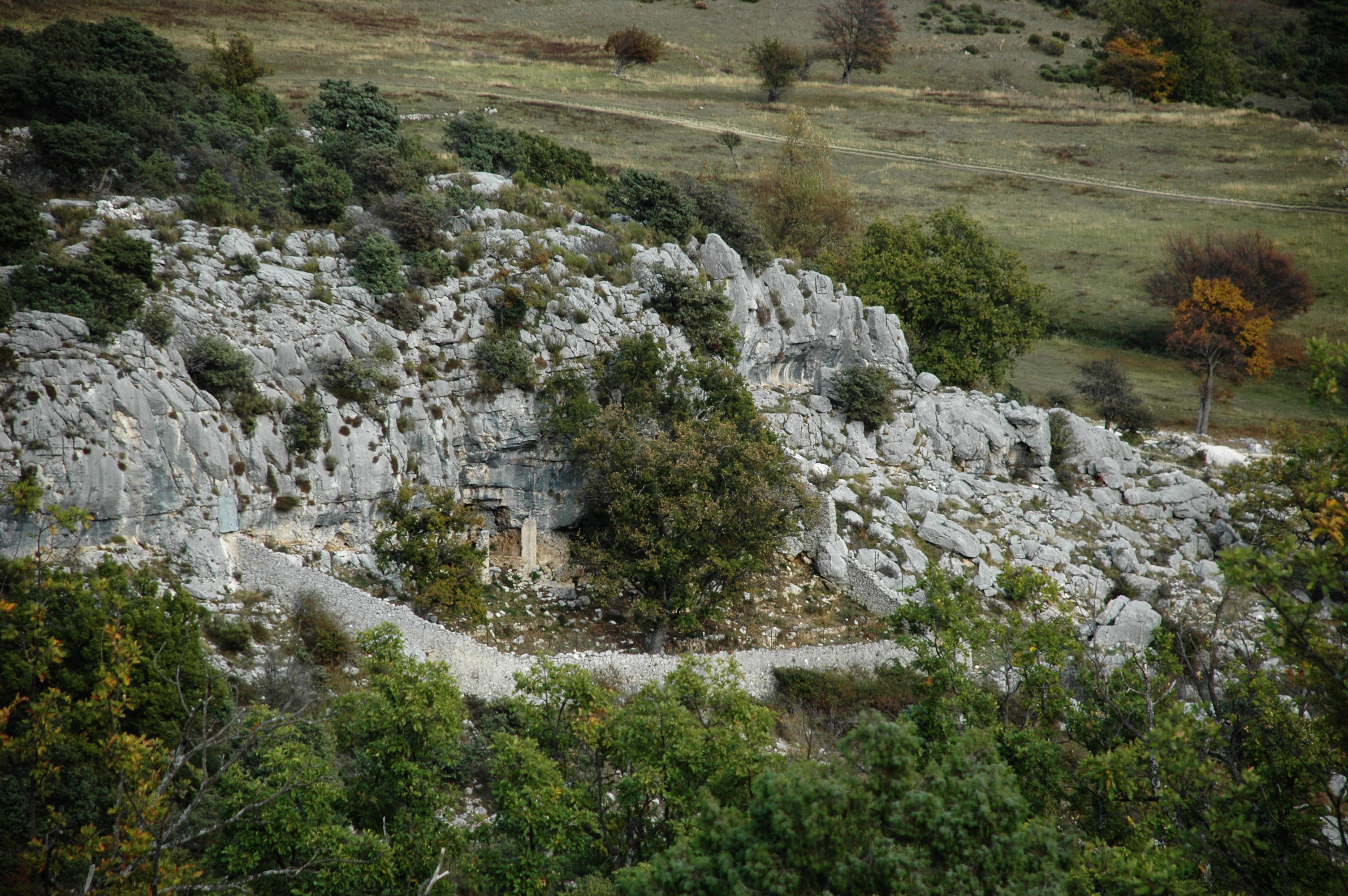
Apier du château, vue extérieure.
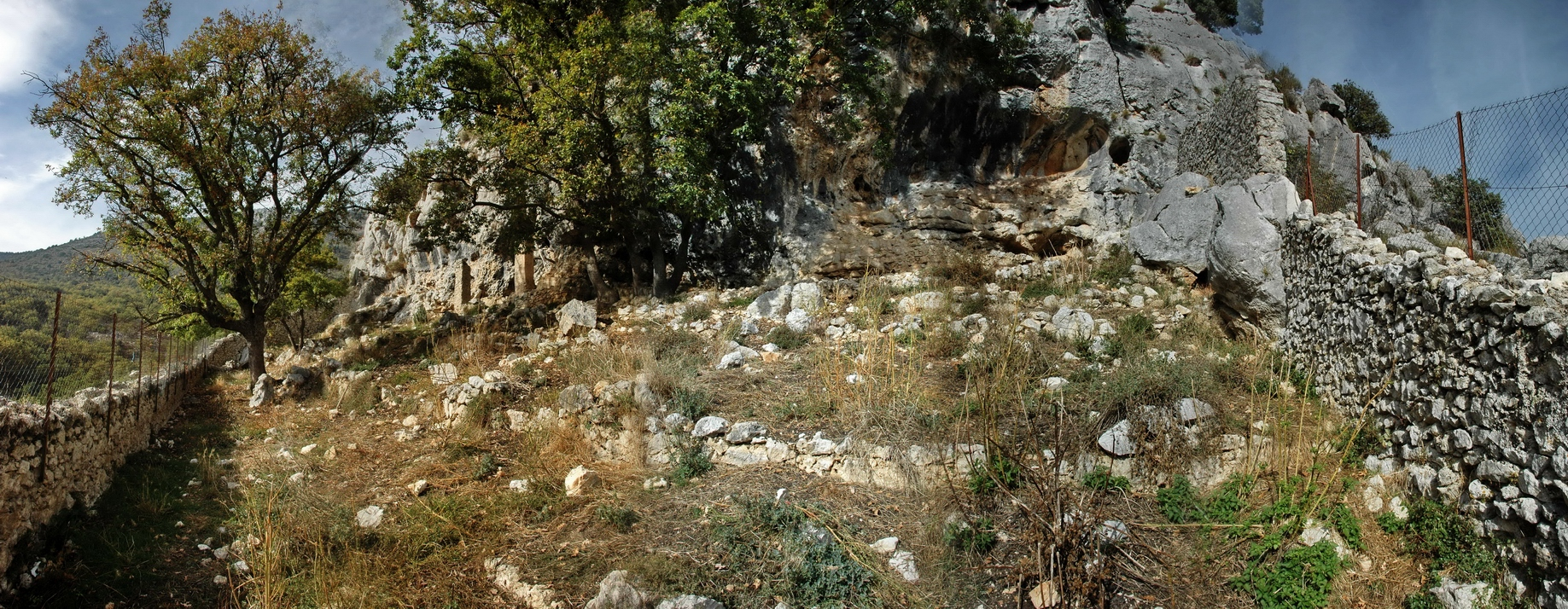
Apier du château, vue intérieure.

### Les grottes et abris sous roche
- Grotte des Gours ou grotte Gras ;
- Grotte de Saint-Martin ou Baumas du Baïl : 8 au total.

### LaRoute Napoléon

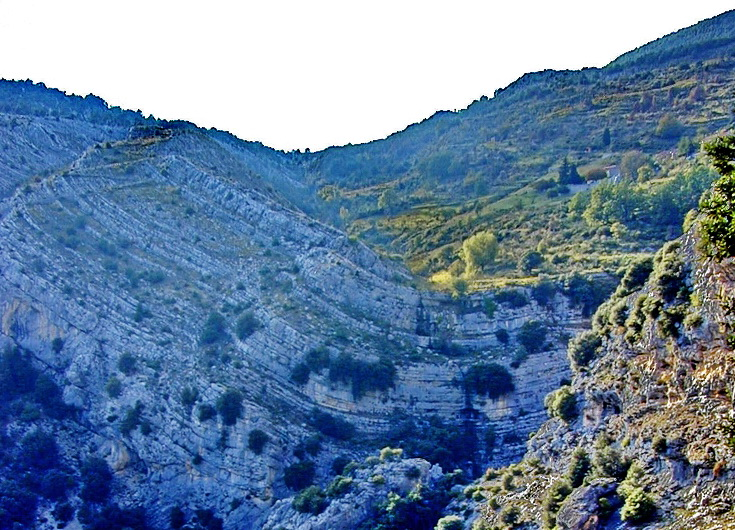
La vraie route Napoléon (en haut à G) arrivant à la chapelle Saint-Martin.

### Les baumes du Baïl (hameau)
- sous la nouvelle route Napoléon, au-dessus de la vraie route Napoléon

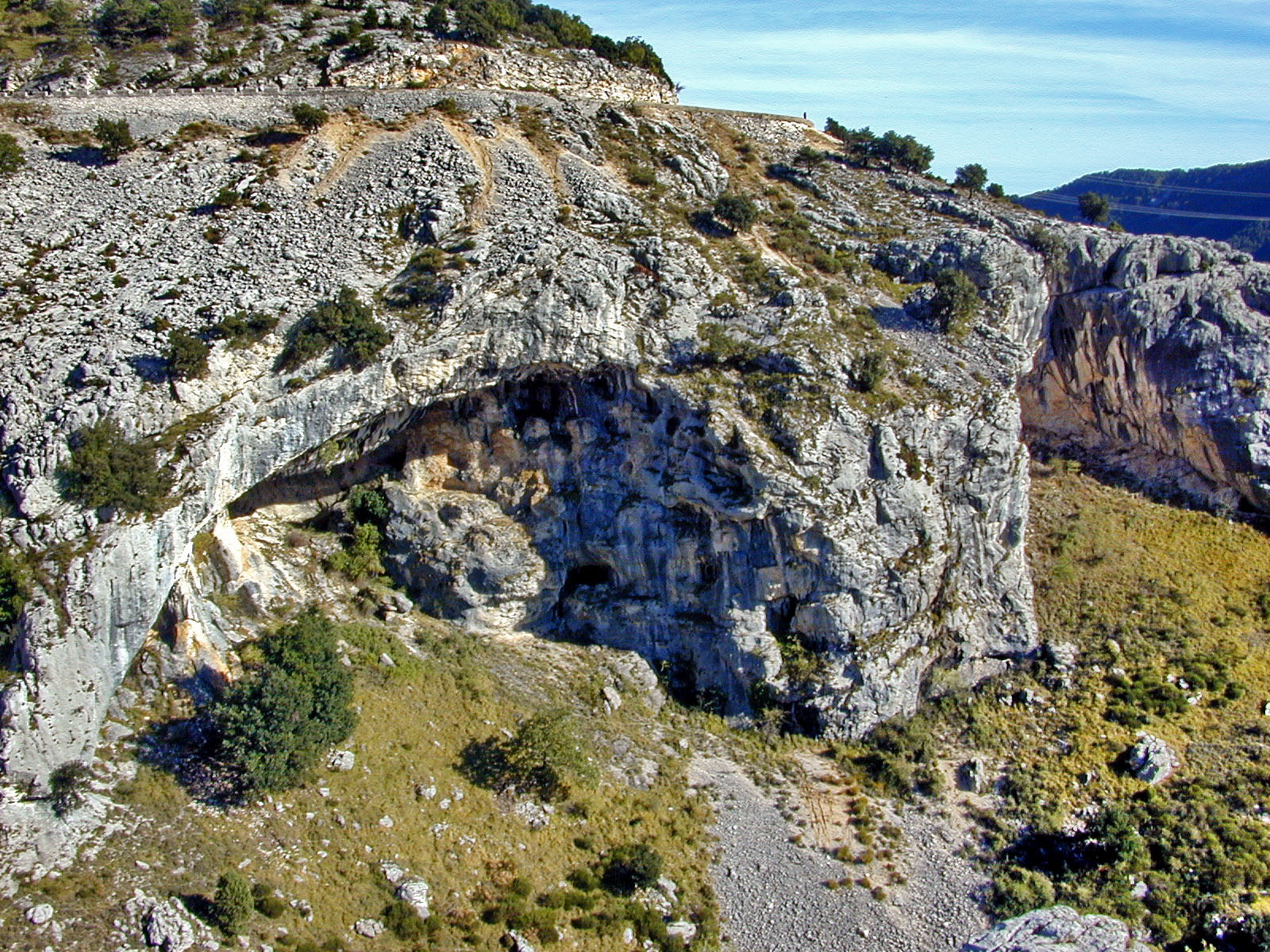
les baumes du Baïl, sous l'actuelle route Napoléon.
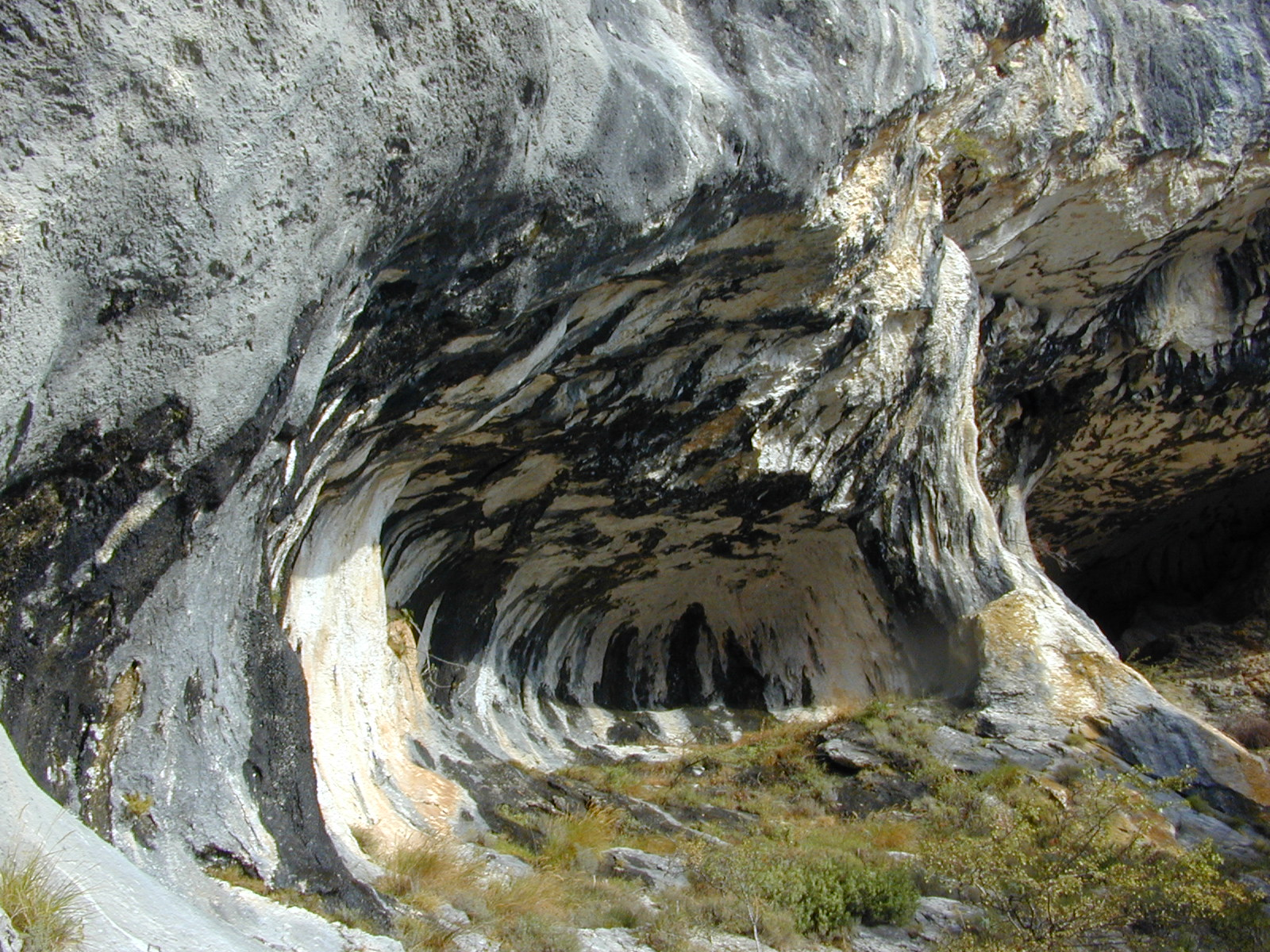
la vraie route Napoléon se trouve derrière le photographe.

### La Baumon du Duc ou grotte de Saint-Martin (Néolithique final)
- Une des huit grottes dites de Saint-Martin ou Baumas de Baïl[54]. Ces cavités ont été découvertes et partiellement fouillées par Casimir Bottin, Émile Rivière et Marcellin Chiris entre 1878 et 1880[55]

### Monuments commémoratifs
- Monument aux morts sur la place, près de la Mairie[56],[57].
- Plaque commémorative à François Mireur. Le nom de François Mireur est gravé sur l’Arc de Triomphe à Paris.

## Événements
- Fête annuelle aux ânes. La Fête aux ânes se déroule tous les ans le dernier dimanche de juin[58].

## Personnalités liées à la commune
- François Mireur (1770-1798), général des armées de la République, mort au combat le 9 juillet 1798 durant la campagne d'Égypte.